# VETAG
VETAG (VEhicle TAGging system) ist ein Signalübertragungssystem zur Steuerung bzw. Beeinflussung von Weichen und Signalanlagen in Straßenbahnsystemen durch induktive Signalübertragung.

## Entwicklung
VETAG wurde erstmals um 1978 bei einer Bahn auf der britischen Insel angewendet. Das System wurde bei Philips entwickelt, wird dort aber seit ca. 1990 nicht mehr betreut.
Es gibt einige Hersteller, die VETAG-kompatible Meldeübertragungssysteme anbieten. Z. B. Hanning & Kahl mit HCS-R und HCS-V sowie Swarco Traffic Holding mit VECOM.

## Funktionsweise
Durch eine Bodenschleife, die laufend abfragt, ob sich ein Transponder eines Schienenfahrzeugs darüber befindet, wird ein Signal gesendet, das die Übertragung der Signale aus dem Transponder auslöst. Die Übertragung des angeforderten Funktelegramms (Datenpakets) dauert samt Vorlauf- und Nachlauf-Bits zirka 25 ms und erfolgt mit einer Übertragungs-/Funkfrequenz von 90/100 kHz. Programmierbar waren nur 19 Bits, die entsprechend ausgewertet werden konnten. Anwendungen sind die Weichenstellung (üblicherweise gemäß Liniennummer), die Verkehrssignal-Anmeldung, sowie die Hilfssignale für Bahnübergänge.

## Spezielle technische Herausforderungen
Ein Systemverantwortlicher in Wien berichtet über seine Erfahrungen:

„Interessant war eine Untersuchung, warum die Signalübertragung ausgelöst wurde, obwohl keine Bodenschleife vorhanden war. Ich habe mir dazu einen Transponder ans Auto gebunden und bin damit die Strecke abgefahren; dabei trat jedoch keine Auslösung auf!
Bei genauer Besichtigung der Störstellen waren dort jeweils die Schienen geschweißt. Durch die hohe Temperatur, die beim Schweißen auftrat, wurden die Schweißnähte gezerrt und es entstanden Unebenheiten an den Gleisen. Dadurch wurde die Stromentnahme des Triebwagens an den Rädern geringfügig verändert. Das hat einen Impuls verursachte, der ein Telegramm auslöste.“

Elektromagnetische Verträglichkeit: Mit der Einführung von elektronisch gesteuerten Antrieben in Straßenbahnen kam es zu Oberwellen, die die Datenübertragung negativ beeinflussten.

## Einsatz
VETAG selbst ist das technische System. Den speziellen Anforderungen der einzelnen Städte (siehe auch Straßenbahnsignale in Deutschland) und der somit unterschiedlichen Zuordnungen der nur begrenzt zur Verfügung stehenden Bits wurde dadurch Rechnung getragen, dass bei Kiepe Electric in Wien meist in der Programmiersprache PL/M die Software für die unterschiedlichen Verkehrsbetriebe geschrieben wurde. Neben den Wiener Linien inkl. Badner Bahn haben auch die Graz Linien und Linz Linien dieses System in Österreich. Dazu kommen Verkehrsbetriebe in deutschen Großstädte wie Chemnitzer Verkehrs-Aktiengesellschaft, Cottbusverkehr, Erfurter Verkehrsbetriebe (dort implementiert im Jahr 2000), Hallesche Verkehrs-AG, Magdeburger Verkehrsbetriebe und VAG Verkehrs-Aktiengesellschaft Nürnberg. Möglicherweise ist das System nicht mehr überall in der ursprünglichen Ausprägung im Einsatz.